# 안성우체국
안성우체국(安城郵遞局, Anseong Post Office)은 대한민국 과학기술정보통신부 우정사업본부 경인지방우정청 소속의 우편물 취급기관이다. 경기도 안성시 아양로 12(석정동)에 있다.
우체국장은 서기관, 또는 기술서기관으로 보한다.

## 연혁
- 1898년 2월 25일: 안성우체사로 개국
- 1950년 1월 1일: 안성우체국으로 개칭(5급국 승격)
- 1968년 12월 31일: 청사신축 이전(안성시 대천동 81번지)
- 1983년 1월 1일: 안성전화국 발족으로 전신전화업무 이관
- 1997년 7월 10일: 직제개편(관리과,업무과, 지도실)
- 2000년 11월 20일: 직제개편(관리과,업무과, 지도실)
- 2001년 5월 1일: 직제개편(우편물류과, 영업과, 마케팅지원실)
- 2001년 12월 3일: 청시개축이전(안성우체국 석정동 266-11)
- 2003년 7월 10일: 직제개편(우편물류과, 영업과, 경영지도실)
- 2004년 7월 1일: 안성석정동우체국을 안성당왕동우체국으로, 경기대덕우체국을 안성대덕우체국으로 명칭 변경[2]
- 2005년 1월 1일: 안성중앙대우체국 폐국[3]
- 2010년 11월 8일: 우편구역을 다음과 같이 고시[4]

| 배달국     | 배달구역                                                                                             |
| ---------- | --- |
| 안성우체국 | 안성시 전지역 (단, 공도읍 · 원곡면은 공도우체국에서, 죽산면 · 일죽면 · 삼죽면은 죽산우체국에서 배달) |
| 공도우체국 | 공도읍 · 원곡면                                                                                      |
| 죽산우체국 | 죽산면 · 일죽면 · 삼죽면                                                                             |

- 2014년 1월 1일: 우편구역을 다음과 같이 고시[5]

| 배달국     | 배달구역                                                            | 구역번호                                               |
| ---------- | ------------------------------------------------------------------- | ------------------------------------------------------ |
| 안성우체국 | 안성시 전지역 (단, 공도읍 · 원곡면 · 죽산면 · 일죽면 · 삼죽면 제외) | 17500 ~ 17510 17534 ~ 17547 17567 ~ 17608 (17565 일부) |
| 공도우체국 | 공도읍, 원곡면                                                      | 17548 ~ 17566                                          |
| 죽산우체국 | 죽산면 · 일죽면 · 삼죽면                                            | 17511 ~ 17533 (17508 일부)                             |

- 2015년 1월 1일: 관서급 조정으로 4급국으로 승격[6]
- 2016년 6월 30일: 삼죽우체국 별정우체국 지정 해지[7] 및 폐국[8]
- 2017년 6월 30일: 서운우체국 별정우체국 지정 해지[9] 및 폐국[10]
- 2017년 7월 3일: 안성서운우편취급국 신설[11]
- 2021년 8월 2일 : 원곡우체국 신청사 완공으로 인해 경기도 안성시 원곡면 가천중앙1길 36에서 가천중앙1길 38 로 이전[12]

## 관할 우체국
| 우체국명           | 사진 | 주소                                          | 비고                                                   |
| ------------------ | ---- | --------------------------------------------- | ------------------------------------------------------ |
| 고삼우체국         |      | 경기도 안성시 고삼면 고삼호수로 8(가유리)     |                                                        |
| 공도우체국         |      | 경기도 안성시 공도읍 승두길 50(승두리)        |                                                        |
| 금광우체국         |      | 경기도 안성시 금광면 금광초교길 71(신양복리)  |                                                        |
| 미양우체국         |      | 경기도 안성시 미양면 양지길 23(양지리)        |                                                        |
| 보개우체국         |      | 경기도 안성시 삼거리길 17(가사동)             |                                                        |
| 삼죽우체국         |      | 경기도 안성시 삼죽면 삼죽로 124-3 (용월리)    | 2016년 6월 30일 폐국                                   |
| 서운우체국         |      | 경기도 안성시 서운면 솔뫼로 241 (신촌리)      | 2017년 6월 30일 폐국                                   |
| 안성서운우편취급국 |      | 경기도 안성시 서운면 솔뫼로 241               | 2017년 7월 3일 신설                                    |
| 안성공단우체국     |      | 경기도 안성시 미양면 안성마춤대로 685(계륵리) |                                                        |
| 안성당왕동우체국   |      | 경기도 안성시 구수2로 13(당왕동)              | 2004년 7월 1일 안성석정동우체국에서 명칭 변경          |
| 안성대덕우체국     |      | 경기도 안성시 공단로 12(신건지동)             | 별정우체국 2004년 7월 1일 경기대덕우체국에서 명칭 변경 |
| 안성중앙대우체국   |      | 경기도 안성시 대덕면 내리 72-1                | 2005년 1월 1일 폐국                                    |
| 양성우체국         |      | 경기도 안성시 양성면 읍내길 18(동항리)        |                                                        |
| 원곡우체국         |      | 경기도 안성시 원곡면 가천중앙1길 38(외가천리) |                                                        |
| 일죽우체국         |      | 경기도 안성시 일죽면 금일로 436(송천리)       |                                                        |
| 죽산우체국         |      | 경기도 안성시 죽산면 중서길 9(죽산리)         |                                                        |

## 조직
- 경영지도실
- 우편물류과
- 영업과